# Теория селектората
Теория селектората — политическая теория, разработанная американским политологом и профессором Нью-Йоркского университета Брюсом Буэно де Мескитой, подробно объясненная им в научно-популярной книге под названием «Логика политического выживания» (The Logic of Political Survival). Теория селектората призвана объяснить структуру власти в государствах как с демократическим, так и с недемократическими политическими режимами.

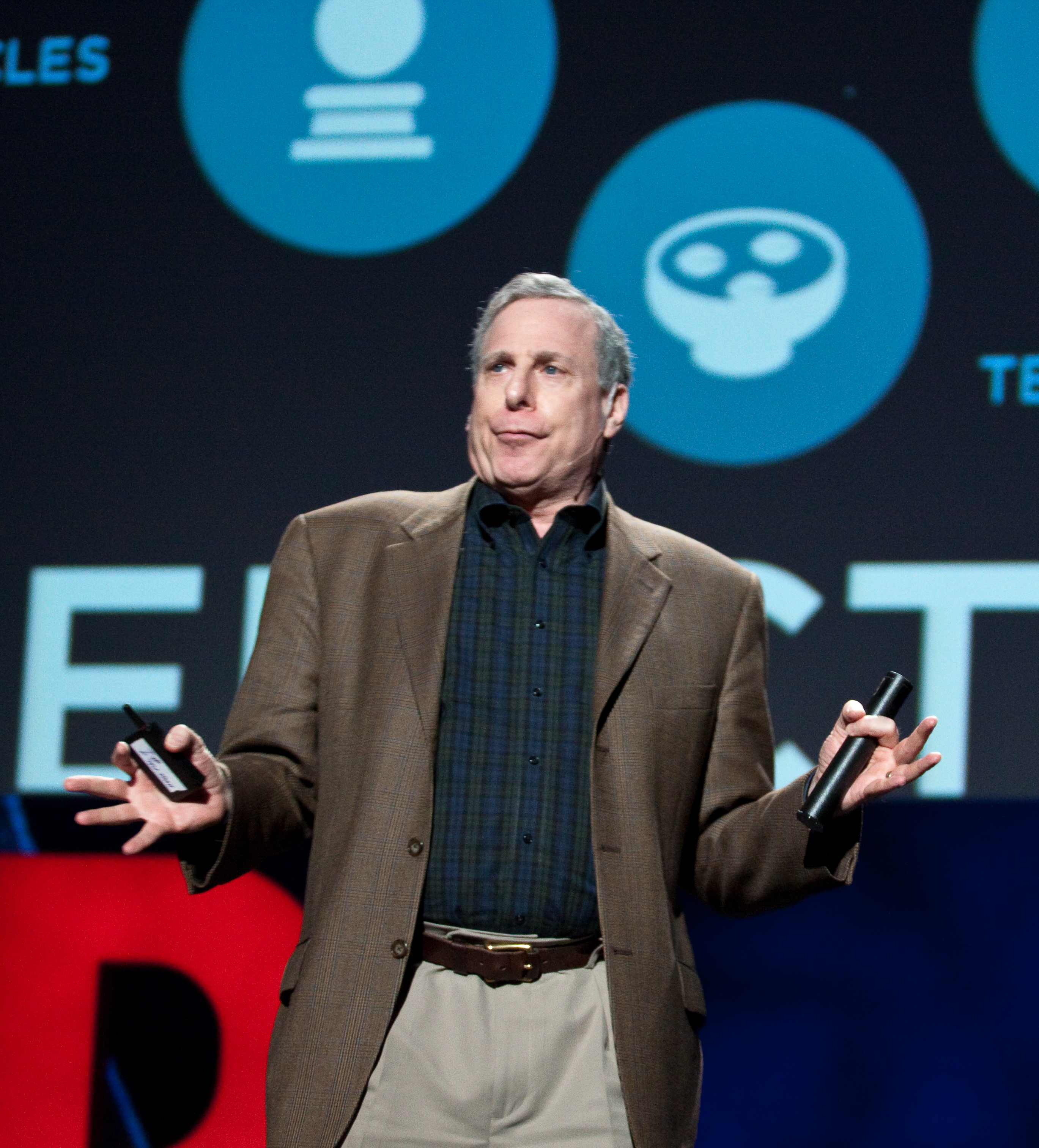
Брюс Буэно де Мескита

## Общее представление о теории селектората

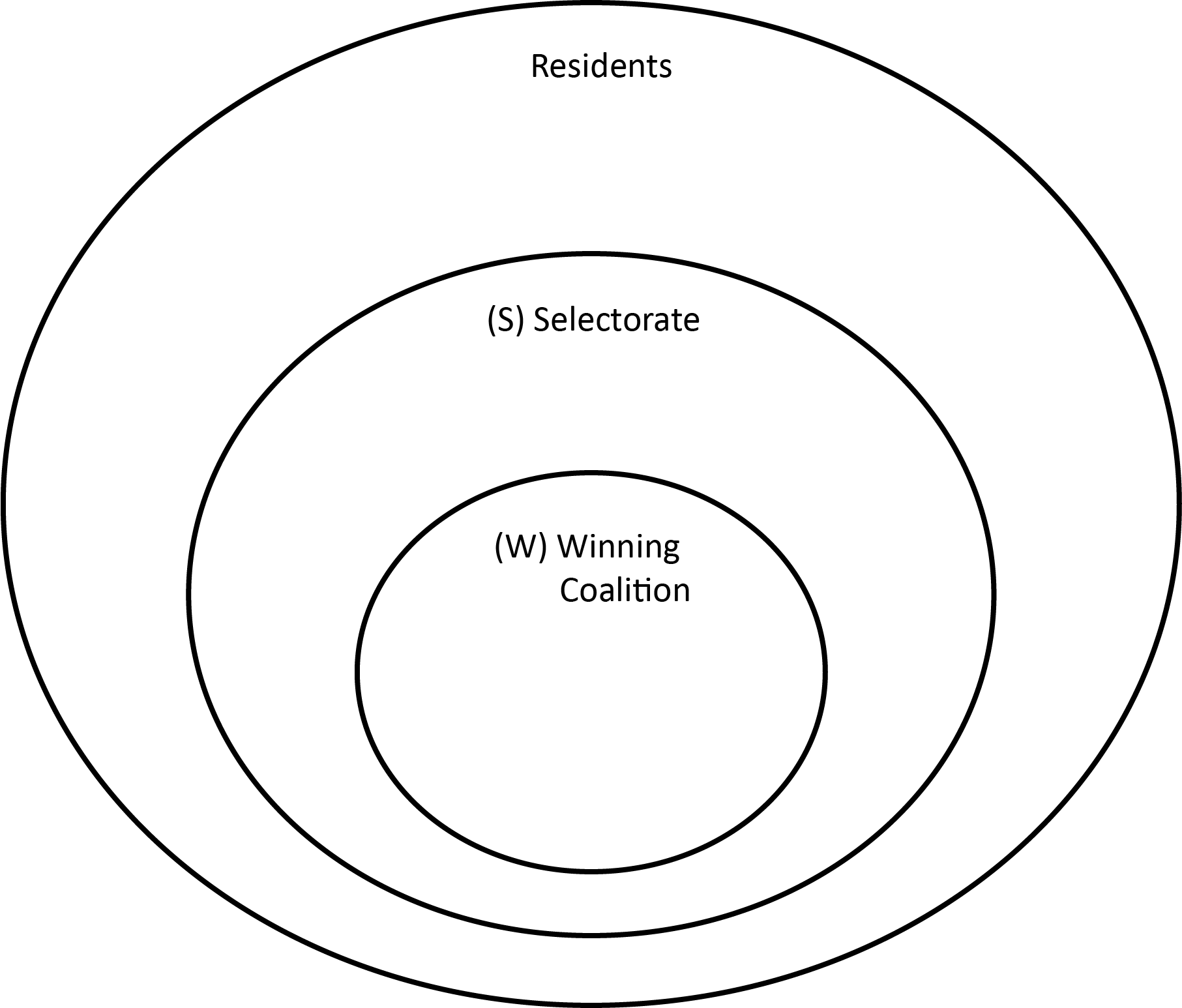
Диаграмма Эйлера, иллюстрирующая модель теории селектората

В теории селектората ключевыми являются следующие понятия: резиденты (residents, N), селекторат (selectorate, S), руководство или лидер (leadership, leader), претендент (challenger, C), выигрывающая коалиция (winning coalition, W), а также норма лояльности, выражающаяся отношением W к S (W/S).
Резиденты — это все члены определенного политического образования (polity). В теории селектората резиденты делятся на две группы: первая — те, кто входят в селекторат, вторая — те, кто в него не входят. Под селекторатом Брюс Буэно де Мескита подразумевает ту часть избирателей, которая критична для победы лидера в борьбе за власть и которая от этой победы выиграет. Более того, отмечает автор теории, одной из характерных черт членов селектората является наличие у них шанса присоединиться к выигрывающей коалиции. В книге «Логика политического выживания» термин «выигрывающая коалиция» имеет следующую дефиницию: «Выигрывающая коалиция определяется как подмножество селектората, размер которого таков, что оно наделяет руководство политической властью как над остальным селекторатом, так и над не имеющими голоса членами общества». Также стоит отметить зависимость размера селектората от политических режимов, например, в демократии со всеобщим правом голоса он равен приблизительно всему населению в лице граждан, достигших возраста, дающего право на участие в электоральных процедурах.
Одним из важнейших тезисов не только в теории селектората, но и в принципе во всех работах Буэно де Мескиты является утверждение о том, что все политические лидеры вне зависимости от политического режима, институтов и системы стремятся к удержанию власти. Брюса Буэно де Мескиту можно отнести к теоретикам школы общественного выбора, которые не согласны с положением, что можно выделять «доброжелательных политиков». «Доброжелательные политики» ведут себя соответствующим образом не связи с их личностными качествами и политическими амбициями построения системы подотчетности должностных лиц, а той причине, что они встроены в ту институциональную среду, которая не позволяет им прибегать к актам злоупотребления властью, иными словами, накладывает на них различные ограничения. Вот как комментирует данное поведение политических лидеров сам автор книги: «Мы полагаем, что политические лидеры эгоистичны и что их действия выбираются так, чтобы они были политически выгодны им самим. Плохая экономическая политика, на наш взгляд, не является очевидно иррациональной; она представляет, скорее, явление, которое объясняется процессом рационального принятия решений, преследующих свой интерес лидеров».
В иной работе Буэно де Мескиты под названием «Справочник диктатора» автор выделяет пять правил поведения политического лидера, необходимые для удержания власти:
1. Чем меньше выигрывающая коалиция, тем потребности меньшего числа людей необходимо удовлетворять, таким образом, необходимо сужать выигрывающую коалицию.
2. Наличие обширного номинального селектората (другими словами, резидентов) приводит к образованию объединения людей, настроенных на смещение тех лиц, которые находятся в выигрышной коалиции.
3. Необходимо поддерживать контроль над потоками доходов государства для дальнейшего перераспределения средств между политическими союзниками (теми, кто находится в выигрывающей коалиции).
4. Необходимо платить своим политическим союзникам столько, чтобы они были удовлетворены и не свергли вас, но при этом достаточно мало, чтобы они зависели от вас
5. Правителю не следует принимать средства от своих политических союзников ради дальнейшего перераспределения средств среди масс[3].

## Перераспределение благ
Одной из ключевых тем в рамках теории селектората является распределение благ как общественных, так и частных. В теории селектората общественным благом является то, которое потребляется всеми членами общества вне зависимости от того, платят они за него или нет, в то время как частным благом является то, которое потребляется выбранным меньшинством (в контексте данной политической теории подразумевается выигрывающая коалиция) и которое нельзя перераспределить. Брюс Буэно де Мескита продвигает следующий тезис: в то время как селекторат потребляет общественные блага, выигрывающая коалиция довольствуется частными благами. В рамках аспекта перераспределения благ в теории селектората появляется еще один важный термин — норма лояльности. Норма лояльности есть пропорция между выигрывающей коалицией и селекторатом (W/S). Норма лояльности в теории селектората играет важнейшую роль для политического выживания лидера. Описывая норму лояльности, необходимо также обратиться к таким понятиям, как политический лидер и претендент. Политический лидер — это тот, кто, проводя определенную политику, располагает властью собирать налоги и размещать государственные средства, включая их использование как на общее благосостояние, так и в частных целях. Претендент — тот, кто пытается сместить инкумбента. Претендент осуществляет свою цель путем убеждения выигрывающей коалиции перейти на его сторону, например, он может пообещать членам выигрывающей коалиции больше благ, чем они имеют на данный момент. Тем не менее, ни один перебежчик не уверен в том, что претендент выполнит свои обещания, а переход на его сторону может повлечь за собой серьезные риски — все это лишь играет на руку политическому лидеру. Если мы обозначим возможность быть включенным в выигрывающую коалицию как W/S, то риск исключения из нее будет равен 1 — W/S. Чем меньше норма лояльности и, соответственно, выше риск быть исключенным из выигрывающей коалиции, тем менее вероятно, что ее члены помогут оппоненту лидера. Таким образом, любой политический лидер стремится к сужению нормы лояльности путем сокращения W и расширения S, что характерно для автократий с фиктивными выборами (раз граждане обладают правом голоса, то и селекторат будет максимально большим).
Каким образом понятие нормы лояльности играет роль в перераспределении благ в государстве? В первую очередь, норма лояльности используются для вычисления объема благ, которым лидер должен вознаградить выигрывающую коалицию. Для этого используется следующая формула:
{\displaystyle Payout=(W/S)*(R/W)+(1-W/S)*(0)}
Объясним данную формулу. Payout — выплата, то есть тот самый объем благ, выплачиваемый политическим лидером. Каждый член выигрывающей коалиции претендует на определенную долю средств, которую выделяет политический лидер, что выражается отношением R/W, где R — revenue (доход). Шансы на это фактически выражены нормой лояльности, однако учитывается и вероятность быть исключенным из выигрывающей коалиции (1 — W/S). Лидеру достаточно выплатить чуть больше, чем ожидает выигрывающая коалиция, чтобы расположить ее к себе. Чем меньше норма лояльности, тем больше лидеру придется платить каждому отдельному члену выигрывающей коалиции. В один момент, выплаты могут стать настолько обременительными, что лидеру будет проще перераспределять средства в общественные блага, которыми эта выигрывающая коалиция так же сможет воспользоваться. Таким образом, правительствам приходится добиваться сильного экономического роста и значительно понижать коррумпированность в государственных органах. С помощью теории селектората Брюс Буэно де Мескита объясняет, почему в демократиях (где уровень нормы лояльности низок) лидеры, хоть и непродолжительный период времени пребывающие у власти, более эффективны, чем диктаторы, продолжительное время занимающие посты глав государств.

## Поведение лидеров в теории селектората
В первую очередь, теория селектората постулирует, что любой правитель стремится добиться такого институционального дизайна, который позволил бы ему максимизировать единоличный политический контроль в выборе политики, а также минимизировать издержки, связанные с поддержанием выигрывающей коалиции в необходимом для лидера состоянии. Таким образом, всякий государь пытается сузить выигрывающую коалицию.
Как было отмечено ранее, Буэно де Мескиту можно отнести к теоретикам школы общественного выбора, которая отрицает «доброжелательность» политиков. Эгоизм и алчность, стремление к удержанию и максимизации власти — все это характеризует правителя. «Институты изменяются в ответ на события, достаточно серьезные для того, чтобы угрожать политическому выживанию лидеров, а лидеры выбирают действия с тем, чтобы избежать или устранить такие обстоятельства» — вот, как об этом пишет сам политолог. Брюс Буэно де Мескита, в отличие от многих других ученых-политологов и экономистов, не стремится противопоставлять автократии и демократии по отношению к лидерам. Д. Аджемоглу и Дж. Робинсон в труде «Теория политических транзитов» формулируют близкую по взглядам Буэно де Мескиты концепцию, в которой что авторитарный, что демократический лидер одинаково зависят от экзогенных заданных функциях полезности, в случае авторитарного лидера — от личного богатства, в случае демократического — от предпочтений медианного избирателя. Брюс Буэно де Мескита, заимствуя данную концепцию, стремится эндогенизировать данные факторы таким образом, чтобы они были применимы к любой форме правления и политическому режиму.
Впоследствии Брюс Буэно де Мескита стал применить теорию селектората не только в рамках отдельных государств, но и в области международных отношений, в частности в области иностранной помощи. Теория селектората предполагает, что политические лидеры прибегают к поддержке других государств ради укрепления своих позиций. Проанализировав акты двусторонней помощи стран ОЭСР в период с 1960 по 2001 год Буэно де Мескита делает вывод, что страны-получатели поддержки более вероятно каким-либо образом помогут донору, так как малая выигрывающая коалиция в стране-доноре сможет быстрее и проще возместить те издержки, на которые пошла страна-получатель. Таким образом, страны с малой выигрывающей коалицией намного более вероятно получат иностранную помощь.

## Связь выигрывающей коалиции с политическим режимом

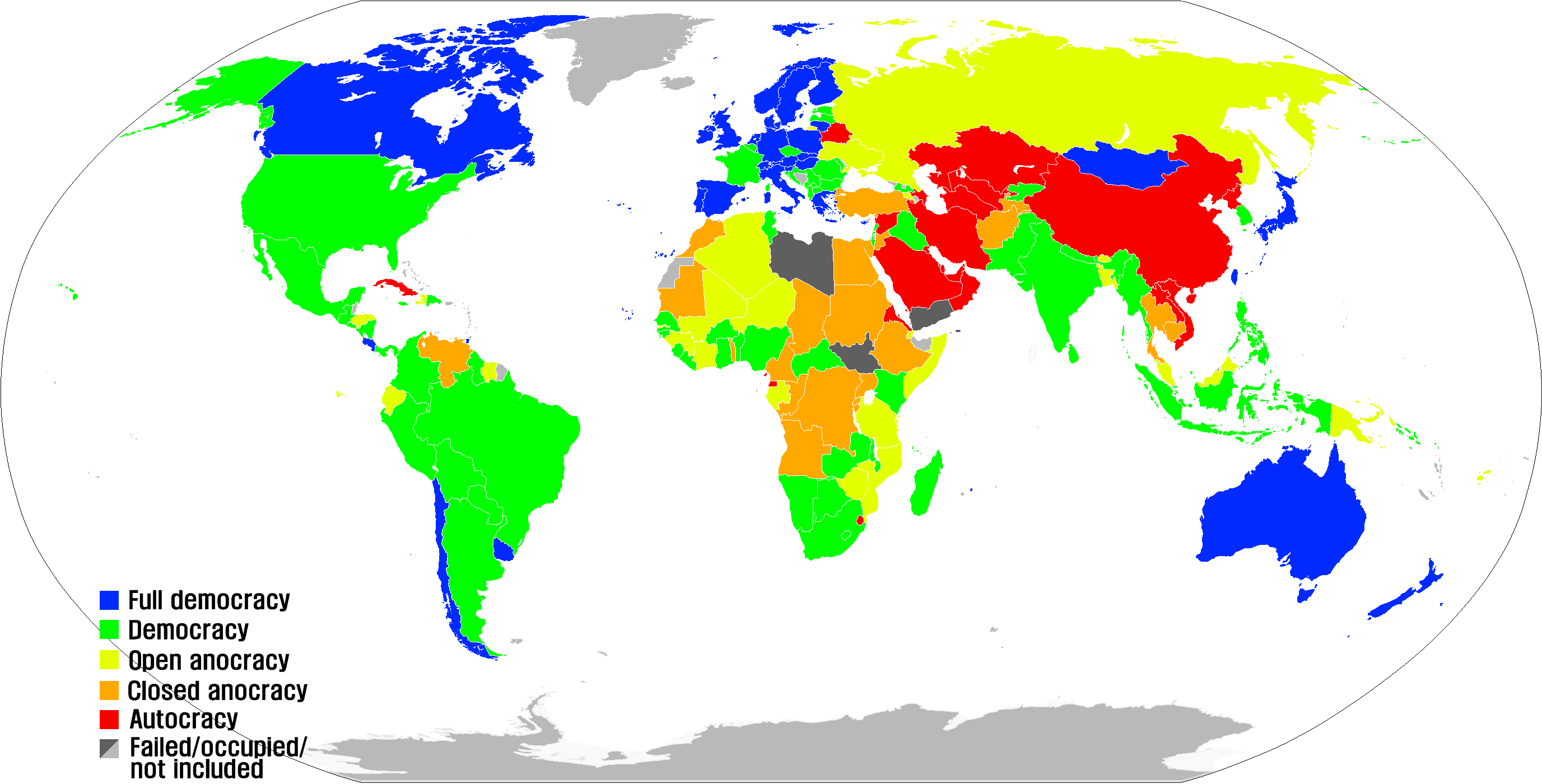
Страны мира по политическим режимам согласно индексу Polity IV на 2017 год

Также стоит обратить внимание на то, как американский политолог коррелирует выигрышную коалицию и демократичность государств. Для этого в рамках теории селектората Брюс Буэно де Мескита вводит свой индекс под названием Democracy, который базируется на методологии и данных индекса Polity-IV. Индекс Буэно де Мескиты варьируется от 0 до 1, где близость к нулю указывает на автократию, а к единице — на демократию. Когда речь идет о крайних значениях (то есть когда индекс равен либо 0, либо 1) наблюдается практически идеальная корреляция (0,97) — меньше выигрывающая коалиция, более автократичен режим; больше выигрывающая коалиция, менее автократичен режим. Ближе к промежуточным значениям корреляция значительно падает и становится равной 0,61. Буэно де Мескита устанавливает, что корреляция между его индексом Democracy и XCONST (индикатор из Polity, устанавливающий степень ограничения принятий решений для исполнительной власти) равна 0,90. Вот, что пишет сам политолог: «Мы подчеркиваем, что W не есть просто иное название для демократии. Скорее W есть одна из важных черт правления, которая помогает отличить демократическое правление от других форм правления, в особенности от тех, что характеризуются меньшими выигрывающими коалициями, разным образом сочетающимися с селекторатом». Среди исключений Буэно де Мескита приводит, например, режим Ли Куан Ю (1959—2000) в Сингапуре, где индикатор W был равен 0,75, а индекс Democracy 0,40. Иными словами, политолог отмечает серьезные расхождения в странах с гибридным режимом. Чем объясняется такой серьезное превышение первого показателя над вторым? Брюс Буэно де Мескита предполагает, что общественный интерес в правительственных программах был выше, чем демократичность стран, и это приводило к более ответственной политике со стороны государства.